# Verkehrsteilnehmer
Verkehrsteilnehmer (VT) im straßenverkehrsrechtlichen Sinne ist, wer öffentliche Wege, Straßen und Plätze im Rahmen des Gemeingebrauchs benutzt. Es ist unerheblich, ob die Teilnahme bewusst erfolgt, auch eine versehentliche Teilnahme ist somit möglich. Dabei ist ein verkehrserhebliches Verhalten, das Einwirken auf einen Verkehrsvorgang, die Voraussetzung, um Verkehrsteilnehmer sein zu können.
Verkehrsteilnehmer finden sich auch im Zusammenhang mit dem Luftverkehr und dem Schiffsverkehr.

## Straßenverkehr

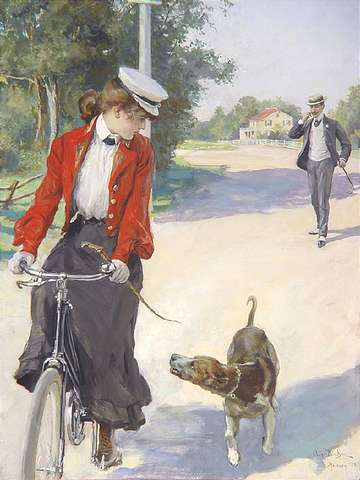
Oscar Bluhm: Verfolgt

Verkehrsteilnehmer sind dabei Personen, die im Straßenverkehr Flächen nutzen, die der Allgemeinheit zu Verkehrszwecken offenstehen. Auf den Benutzungswillen kommt es dabei nicht an. Es ist somit auch die versehentliche Verkehrsteilnahme möglich.
Fußgänger und Fahrzeugführer sind die klassischen Verkehrsteilnehmer, aber auch ein Beifahrer kann zum Verkehrsteilnehmer werden, wenn er z. B. dem Fahrer ins Lenkrad greift. Auch Reiter und Tierführer sind Verkehrsteilnehmer.
Fahrzeugführer ist derjenige, der die maschinellen Einrichtungen des Fahrzeuges bedient und dieses in Bewegung setzt.
Weitere Beispiele für Verkehrsteilnahme: Skateboard-Fahrer; Bauarbeiter, der eine Schubkarre auf der Straße schiebt; Lokomotivführer; Baggerführer, der ein Loch auf der Straße aushebt; Schieben eines Motorrades; Anrollenlassen eines Kraftfahrzeuges, um es zu starten.
Jeder Teilnehmer am Verkehr ist an die im jeweiligen Staat gültigen Verkehrsregeln und -gesetze gebunden, in Deutschland u. a. an die Straßenverkehrs-Ordnung. Dabei ist der elementare Grundsatz der der gegenseitigen Rücksichtnahme.
Verkehrsteilnehmer, die diese Regeln in grober Art missachten und dabei nicht selten sich und andere gefährden, werden häufig als Verkehrsrowdys bezeichnet. Von Verkehrsrowdys ist insbesondere bei Rasern und Dränglern die Rede, bei dreisten Überholmanövern, bei Missachtung roter Ampeln, bei illegalen Straßenrennen usw.